# Zepeczaner Jenő
Zepeczaner Jenő (szignója: zj.; Marosvásárhely, 1946. december 11. – 2022. január 11.) erdélyi magyar történész, muzeológus.

## Élete
A szovátai Ady Endre Líceumban érettségizett 1964-ben. Történelemtanári képesítést a Babeș–Bolyai Tudományegyetem Történelem Karán szerzett 1969-ben. Tanulmányai befejeztével 1969–72 között történelmet tanított a segesdi általános iskolában, a szovátai líceumban, majd a székelyudvarhelyi Közgazdasági Líceumban. 1972 júliusától a székelyudvarhelyi Municípiumi Múzeumban (a mai Haáz Rezső Múzeum) muzeológus, 1975 áprilisától a múzeum vezetője.

## Munkássága
Hely- és céhtörténeti írásai a Korunkban, Művelődésben és több szakfolyóiratban jelentek meg. Szerkesztőbizottsági tagja volt 1980-tól az Acta Hargitensia kiadványnak, 1990-től a Székelységnek, és ugyancsak 1990-től felelős szerkesztője a Múzeumi Füzetek kiadványsorozatnak, szervezője a Múzeumi Hetek rendezvényeinek, a székelyudvarhelyi múzeum képzőművészeti, helytörténeti és néprajzi kiállításainak. Számos múzeumi tájékoztató, kiállítási katalógus – A Haáz Rezső Kulturális Egyesület tájékoztatója (Székelyudvarhely 1995); Székelyudvarhely: Haáz Rezső Múzeum (Székelyudvarhely, 1995), stb. – összeállítója.
1987 óta tagja a Fotóművészek Szövetségének, több mint 50 kiállításon vett részt Romániában. Fényképeivel és reprodukcióival Hermann Gusztáv: Művelődéstörténeti séta Székelyudvarhelyen (Székelyudvarhely, 1990), valamint Geréb Attila: Kérdezők és kérdezettek a Bibliában (Kolozsvár, 1991) c. könyvében szerepel.

## Főbb művei, szerkesztései
- Haáz Ferenc Rezső: Udvarhelyi tanulmányok (Székelyudvarhely, 1994. Múzeumi Füzetek, 10)
- Orbán Balázs szoboravatás 1995. február 4. (Székelyudvarhely, 1995)
- Nem mi választjuk ki szentjeinket: Áron püspök szobrának felszentelése. 1995. szeptember 13. (Székelyudvarhely, 1995)
- Róth András Lajos: A székelyudvarhelyi Haáz Rezső Múzeum tudományos könyvtára (Bárdi Nándorral, Bíró Gáborral, Hermann Gusztávval és Veres Péterrel, Székelyudvarhely, 1996)
- Udvarhelyszék az 1848-1849-es forradalom és szabadságharc idején. Tanulmány és okmánytár az udvarhelyszéki eseményekhez; Haáz Rezső Kulturális Egyesület, Székelyudvarhely, 1999
- Haáz Rezső Múzeum; szerk. Zepeczaner Jenő; Haáz Rezső Múzeum, Székelyudvarhely, 2005
- Az 1848–49-es forradalom és szabadságharc Udvarhelyszéken. Korabeli iratok, jegyzőkönyvek, lajstromok; közli Pál-Antal Sándor, Zepeczaner Jenő; Haáz Rezső Alapítvány, Székelyudvarhely, 2005
- Hermann Gusztáv Mihály–Zepeczaner Jenő–Elekes Tibor: Udvarhelyszék. A közigazgatás és közélet története; Pro-Print, Csíkszereda, 2016

## Kötete
- Udvarhelyszék az 1848–49-es forradalom és szabadságharc idején. Tanulmány és okmánytár az udvarhelyszéki eseményekhez; Haáz Rezső Kulturális Egyesület, Székelyudvarhely, 1999 (Haáz Rezső Kulturális Egyesület – Múzeumi füzetek, 16.)